# Klugerella magnifica
Klugerella magnifica är en mossdjursart som först beskrevs av Thornely 1912.  Klugerella magnifica ingår i släktet Klugerella och familjen Cribrilinidae. Inga underarter finns listade i Catalogue of Life.